# Суперкубок Англії з футболу 1911
Суперкубок Англії з футболу 1911 — 4-й розіграш турніру. Матч відбувся 25 вересня 1911 року між переможцем Футбольної ліги Англії клубом «Манчестер Юнайтед» та переможцем Південної Футбольної ліги клубом «Свіндон Таун».
| Володар Суперкубка Англії 1911   |
| -------------------------------- |
|                                  |
| «Манчестер Юнайтед» Другий титул |

## Учасники
| Клуб                | Участей | Роки (жирним виділено перемоги) |
| ------------------- | ------- | ------------------------------- |
| «Манчестер Юнайтед» | 1       | 1908                            |
| «Свіндон Таун»      | дебют   |                                 |

## Матч

### Деталі
| 25 вересня 1911 |

| «Манчестер Юнайтед» | 8–4      | «Свіндон Таун»                   |
| ------------------- | -------- | -------------------------------- |
| Галс Тернбулл Волл  | Протокол | Флемінг Віткрофт Тоут Джефферсон |

| Стемфорд Бридж, Лондон Глядачів: 12 000 |

| В                |  | Г'ю Едмондс    |
| З                |  | Леслі Гофтон   |
| З                |  | Джордж Стейсі  |
| ПЗ               |  | Дік Дакворт    |
| ПЗ               |  | Чарлі Робертс  |
| ПЗ               |  | Алекс Белл     |
| Н                |  | Біллі Мередіт  |
| Н                |  | Мікі Гемілл    |
| Н                |  | Гарольд Галс   |
| Н                |  | Сенді Тернбулл |
| Н                |  | Джордж Волл    |
| Головний тренер: |  |                |
| Ернест Менгналл  |  |                |

| В                |  | Лен Скіллер     |
| З                |  | Геррі Кей       |
| З                |  | Біллі Тоут      |
| ПЗ               |  | Френк Хендлі    |
| ПЗ               |  | Чарлі Банністер |
| ПЗ               |  | Біллі Сілто     |
| Н                |  | Боб Джефферсон  |
| Н                |  | Гарольд Флемінг |
| Н                |  | Фредді Віткрофт |
| Н                |  | Арчі Боун       |
| Н                |  | Семмі Лемб      |
| Головний тренер: |  |                 |
| Сем Аллен        |  |                 |